# Liponema
Liponema is een geslacht van zeeanemonen uit de klasse van de Anthozoa (bloemdieren).

## Soorten
- Liponema brevicorne (McMurrich, 1893)
- Liponema multicorne (Verrill, 1880)
- Liponema multiporum Hertwig, 1882